# Manchester (Maine)
Manchester es un pueblo ubicado en el condado de Kennebec en el estado estadounidense de Maine. En el Censo de 2010 tenía una población de 2.580 habitantes y una densidad poblacional de 44,05 personas por km².

## Geografía
Manchester se encuentra ubicado en las coordenadas 44°20′33″N 69°51′44″O / 44.34250, -69.86222. Según la Oficina del Censo de los Estados Unidos, Manchester tiene una superficie total de 58.56 km², de la cual 55.39 km² corresponden a tierra firme y (5.42%) 3.17 km² es agua.

## Demografía
Según el censo de 2010, había 2.580 personas residiendo en Manchester. La densidad de población era de 44,05 hab./km². De los 2.580 habitantes, Manchester estaba compuesto por el 96.98% blancos, el 0.31% eran afroamericanos, el 0.31% eran amerindios, el 1.12% eran asiáticos, el 0.04% eran isleños del Pacífico, el 0.08% eran de otras razas y el 1.16% pertenecían a dos o más razas. Del total de la población el 0.47% eran hispanos o latinos de cualquier raza.